# Puppy Linux

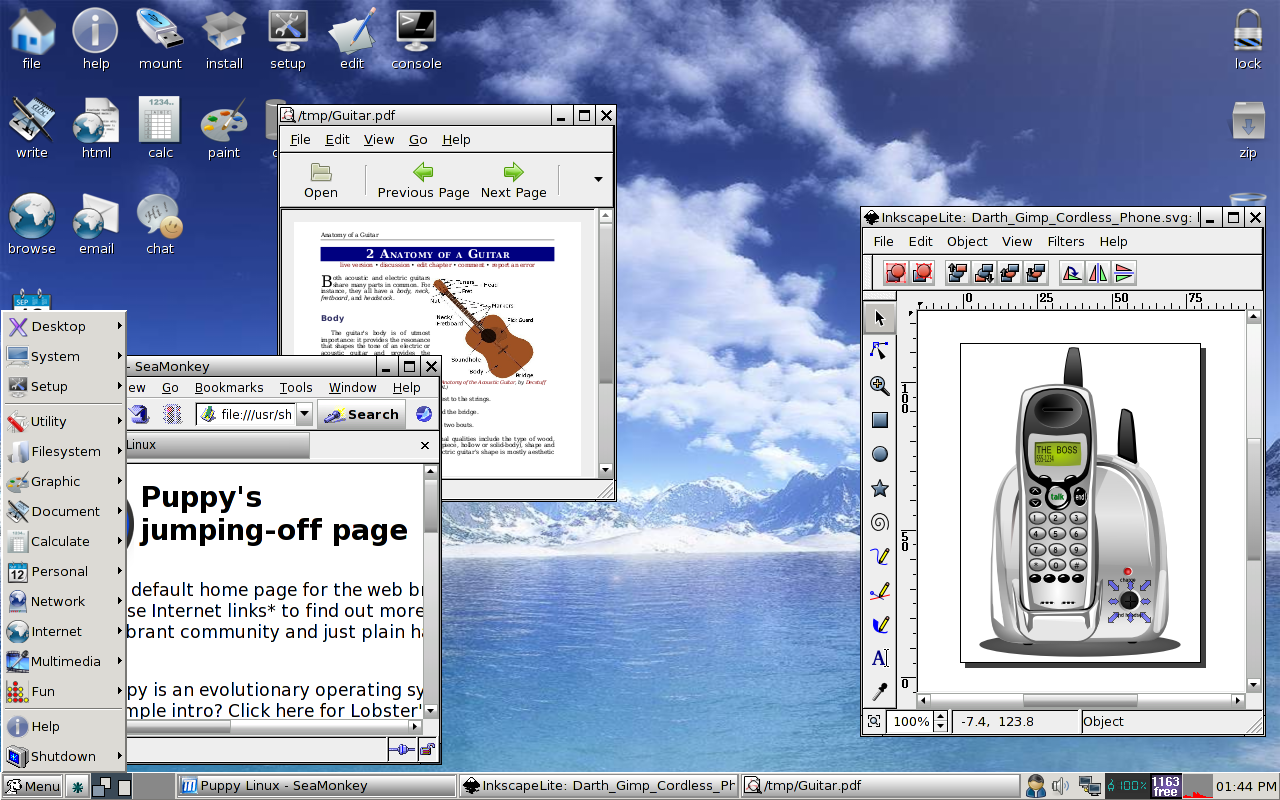

Puppy Linux (англ. Puppy ['pʌpɪ] — «щеня») — дистрибутив операційної системи GNU / Linux, розроблений Баррі Каулером, професором на пенсії з Австралії.
Для роботи з Puppy  достатньо підключити носій з образом системи до комп'ютера і перезавантажити комп'ютер з цього носія. Система має необхідні інструменти для роботи: текстові та графічні редактори, електронні таблиці, засоби відтворення відео- та аудіофайлів у різних форматах тощо.
Метою проекту було отримати дистрибутив досить малого розміру (від 70 мегабайт), схожий у використанні на Windows, з невисокими системними вимогами (процесор Pentium I, оперативна пам'ять — 32 мегабайти). Невеликий розмір дозволяє повністю завантажувати систему в оперативну пам'ять (потрібні 64 мегабайт або більше). Puppy працює в тому числі на застарілому обладнанні, легко налаштовується під потреби користувача.
На базі Puppy Linux було створено багато інших дистрибутивів, званих «паплетами» (puplets).